# Michela Figini
Michela Figini (Prato, Suiça, 7 de abril de 1966) é uma esquiadora profissional aposentada. Ela ganhou uma medalha de ouro nos Jogos Olímpicos de Inverno de 1984.

## Sucessos

### Vitórias na Copa do Mundo

#### Resultados gerais
| Temporada | Prova        |
| --------- | ------------ |
| 1985      | Campeã geral |
| 1985      | Downhill     |
| 1985      | Giant Slalom |
| 1987      | Downhill     |
| 1988      | Campeã geral |
| 1988      | Downhill     |
| 1988      | Super G      |
| 1989      | Downhill     |

#### Corridas individuais
| Temporada | Downhill                                                                                | Super G            | Slalom                | Combinado | Giant Slalom                                     | Total |
| --------- | --------------------------------------------------------------------------------------- | ------------------ | --------------------- | --------- | ------------------------------------------------ | ----- |
| 1984      | Mégève                                                                                  | –                  | –                     | -         | Saint-Gervais                                    | 2     |
| 1985      | Bad Kleinkirchheim I Bad Kleinkirchheim II Saint-Gervais                                | Pfronten           | Maribor Saint-Gervais | –         | /Bad Kleinkirchheim/Santa Caterina Banff I/Arosa | 8     |
| 1986      | -                                                                                       | -                  | -                     | –         | /Val d'Isère II /Maribor                         | 1     |
| 1987      | Val d'Isère I Pfronten Calgary (Mount Allan)                                            | –                  | –                     | -         | -                                                | 3     |
| 1988      | Leukerbad Zinal I Rossland                                                              | Leukerbad Rossland | -                     | -         | -                                                | 5     |
| 1989      | Val d'Isère Grindelwald I Grindelwald II Lake Louise I Lake Louise II Steamboat Springs | –                  | -                     | –         | –                                                | 6     |
| 1990      | Santa Caterina                                                                          | -                  | -                     | -         | -                                                | 1     |
| Total     | 17                                                                                      | 3                  | 2                     | 0         | 4                                                | 25    |